# White trash
White trash (białe śmieci) – termin używany w angielszczyźnie amerykańskiej jako pejoratywne określenie białych obywateli Stanów Zjednoczonych usytuowanych najniżej w hierarchii klas społecznych. Charakteryzują się oni brakiem wykształcenia i niskimi dochodami, co skutkuje kiepską sytuacją materialną. White trash często utożsamiani są z zachowaniami dysfunkcjonalnymi i aspołecznymi.

## Przykłady w kulturze
Los Białego Amerykanina, któremu się nie spełnił „american dream” jest wykorzystywany w kulturze masowej.

### Film i telewizja
- serial Świat według Bundych – uważany za jeden z najbardziej klasycznych obrazów przedstawiających White trash
- serial Simpsonowie – szczególnie sezon 1., w założeniu serial przedstawiać miał dysfunkcjonalną rodzinę, o niskim statusie społecznym i małych dochodach
- film Nie czas na łzy w reżyserii Kimberly Peirce
- film 8. Mila w reżyserii Curtisa Hansona, opowiadający historię rapera Eminema
- film Za wszelką cenę w reżyserii Clinta Eastwooda
- film Bańka w reżyserii Stevena Soderbergha
- film Do szpiku kości w reżyserii Debry Granik

### Muzyka
- twórczość rapera Eminema
- twórczość rapera Bubba Sparxxx
- twórczość rapera Tom MacDonald
- twórczość muzyka Everlasta (bezpośrednie nawiązanie White Trash Beautiful)
- twórczość rockmana Kid Rocka
- twórczość poprockowego zespołu Uncle Kracker
- twórczość hardrockowego zespołu Marilyn Manson
- twórczość zespołu Blood for Blood

## Podobne określenia
- Redneck
- Wigger
- Poor White
- Hillbilly
- Cracker
- Okie, Arkie, Texan

## Literatura
- sztuka Po’ White Trash Evelyn Greenleaf Sutherland
- książka Seraph on the Suwanee Zory Neale Hurston

## Opracowania naukowe
- Annalee Newitz: White Trash: Race and Class in America. 1996. ISBN 0-415-91692-5. Brak numerów stron w książce